# Bart Meijers
Bart Meijers (Etten-Leur, 10 januari 1997) is een Nederlands voetballer die als verdediger speelt. 

## Carrière
Hij stroomde in 2015 door vanuit de jeugd van NAC Breda.
Meijers maakte op 24 februari 2017 zijn debuut voor NAC Breda, in een met 1–0 gewonnen thuiswedstrijd tegen FC Volendam. Hij startte in de basisopstelling en speelde de hele wedstrijd. De wedstrijden daarop kreeg hij weer een basisplaats. Op 13 maart 2017 opende hij met zijn eerste doelpunt in het betaald voetbal de score tegen Fortuna Sittard. De wedstrijd eindigde in 0-2.
In 2018 werd hij voor de duur van één seizoen verhuurd aan Helmond Sport. In het seizoen 2019/20 speelde hij bij Almere City FC. In augustus 2020 verbond Meijers zich aan het Roemeense Petrolul Ploiești dat uitkomt in de Liga 2.
In 2024 maakte Meijers een transfer naar Bosnië en Herzegovina, waar hij ging spelen voor FK Borac Banja Luka.

## Clubstatistieken
| Seizoen                   | Club            | Competitie     | Competitie | Competitie | Beker | Beker | Totaal | Totaal |
| Seizoen                   | Club            | Competitie     | Wed.       | Dlp.       | Wed.  | Dlp.  | Wed.   | Dlp.   |
| ------------------------- | --------------- | -------------- | ---------- | ---------- | ----- | ----- | ------ | ------ |
| 2016/17                   | NAC Breda       | Eerste divisie | 9          | 1          | 0     | 0     | 9      | 1      |
| 2017/18                   | NAC Breda       | Eredivisie     | 13         | 0          | 0     | 0     | 13     | 0      |
| 2018/19                   | → Helmond Sport | Eerste divisie | 34         | 2          | 1     | 0     | 35     | 2      |
| Carrièretotaal            | Carrièretotaal  | Carrièretotaal | 56         | 3          | 1     | 0     | 57     | 3      |
| Bijgewerkt t/m 3 mei 2019 |                 |                |            |            |       |       |        |        |